# Walram van Le Puiset
Walram van Le Puiset (Frans: Galéran du Puiset) (c.10?? - 1122) was heer van Bîrejik en in 1118 tijdelijk regent over het graafschap Edessa.
Walram was een zoon van Hugo I van Le Puiset en Alix van Monthlery. In 1102 komt Walram voor het eerst voor in de kerkelijke kronieken, als zijn vader hem de abdij van Saint-Martin-des-Champs schenkt. Enkele jaren later vertrekt hij naar het Heilige land, dankzij bijzondere verrichtingen verkrijgt hij de zeggenschap over Bira. Hij treedt ook in dienst bij zijn neef Boudewijn, die op dat moment graaf van Edessa is. Als Boudewijn de vacante positie van koning van Jeruzalem kan bekleden komt de plaats van graaf in Edessa vrij. Walram krijgt de kans zich te bewijzen, maar om onduidelijke redenen wordt zijn plaats ingenomen door een andere neef, Jocelin van Courtenay. In 1122 wordt Walram gevangengenomen door Turken en hij overlijdt in gevangenschap.